# Gyergyek
Gyergyek ali Gjergjek je priimek v Sloveniji, ki ga je po podatkih Statističnega urada Republike Slovenije na dan 1. januarja 2010 uporabljalo 98 oseb. Gyergyek/Gjergjek je zelo pogost v Prekmurju.

## Znani nosilci priimka
- Jožef Gjergjek, pesnik
- Ludvik Gyergyek (1922—2003), elektrotehnik, kibernetik, univ. profesor, akademik
- Rudolf Gyergyek (1925—200?), agronom, gospodarstvenik, politik
- Sašo Gyergyek, IJS
- Tomaž Gyergyek (*1963), fizik, prof. FE UL